# Проєкти фонду «Повернись живим»
Проєкти фонду «Повернись живим» — це унікальні ініціативи, спрямовані на підтримку українських військових, розвиток обороноздатності країни та надання допомоги тим, хто потребує цього найбільше. Завдяки прозорості, ефективності та високому рівню довіри, фонд став одним із провідних гуманітарних і оборонних проєктів в Україні. У цій статті ми розповімо про ключові досягнення фонду компетентної допомоги - Повернись живим.

## Проєкти Фонду

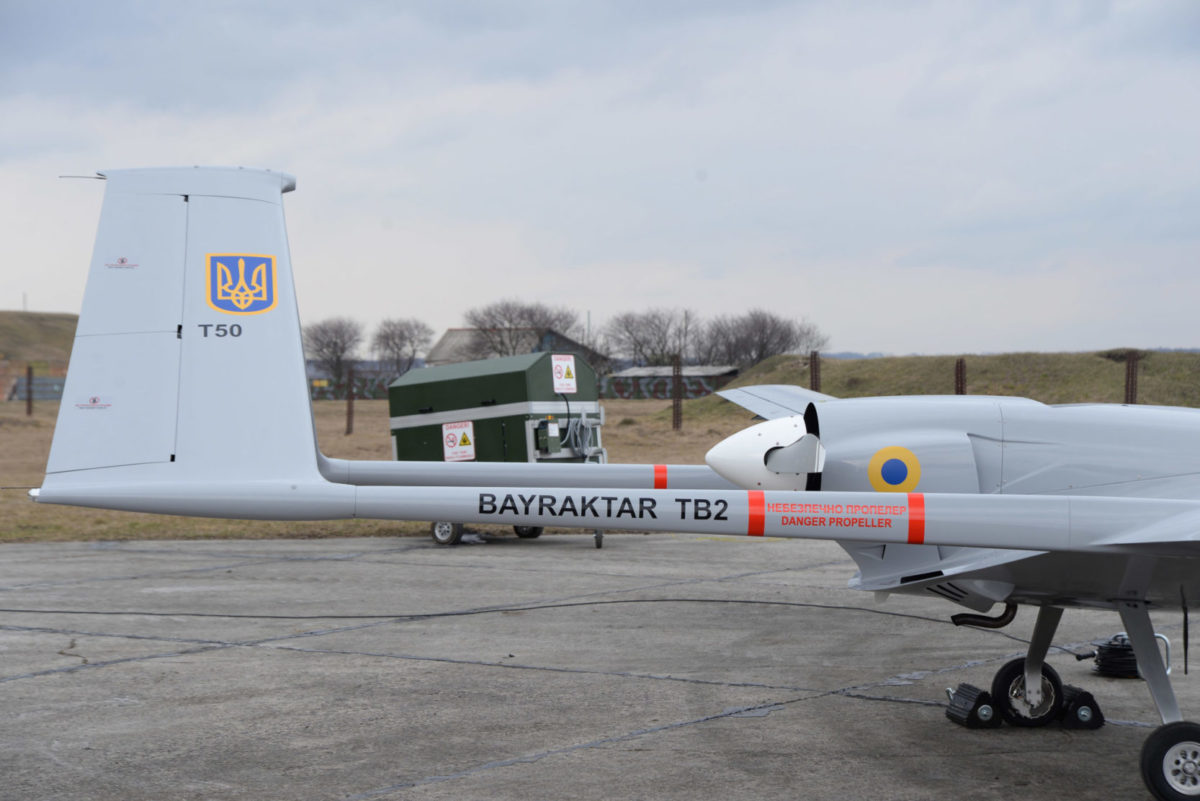
(Ілюстративне фото) Bayraktar TB2 Повітряних сил ЗС України

### Купівля Bayraktar TB2
«Повернись живим» — перша благодійна організація в Україні, яка отримала статус спецекспортера. Вже в новому статусі, фонд підписав контракт з Baykar Makina на придбання розвідувально-бойових БпЛА Bayraktar TB2 в складі 1 комплексу (конфігурація з 3 безпілотниками та обладнанням для керування й обслуговування). Про передачу комплексу Збройним Силам України фонд повідомив у липні 2022 року.

### Співпраця без кордонів
У липні 2022 року народ Польщі зібрав 22,5 млн злотих на безпілотний авіакомплекс Bayraktar TB2 для українського війська. До ініціативи на краудфандинговій платформі долучилися понад 200 тисяч людей. Турецька компанія Baykar оголосила, що передасть Силам оборони безпілотник безоплатно, а кошти попросила направити благодійним організаціям. Ініціатор збору журналіст Славомір Сєраковський передав «Повернись живим» 5,13 млн злотих і $600 тис.
За 5,13 млн злотих фонд придбав у польського підприємства мобільний модульний табір. Його передав Навчальному центру Сил територіальної оборони ЗСУ наприкінці липня 2023-го. Ще $600 тисяч пішли на майстерні технічного обслуговування. Їх у вересні отримало Командування морської піхоти Військово-морських сил ЗСУ і Командування Десантно-штурмових військ ЗСУ.

### ОКО ЗА ОКО
6 листопада 2022 року було оголошено про спільний з компанією OKKO проєкт «ОКО ЗА ОКО» загальною вартістю в 325 мільйонів гривень. 10 квітня 2023 року збір на комплекси був завершений.
На ці кошти для війська придбали 25 безпілотних авіаційних комплексів «ШАРК» від української компанії Ukrspecsystems. До кожного комплексу входить пускова установка і два БпЛА, а також обладнане пунктом управління прохідне авто Torsus від Pulsar Expo.
Крім того, в рамках ініціативи придбали 25 резервних БпЛА, щоб замінювати втрачені чи пошкоджені під час завдань.
Проєкт також передбачав навчання особового складу, супровід інструкторами фонду екіпажів (на початкових етапах роботи) та поточне обслуговування всього комплексу.
21 березня 2023 року «Повернись живим» і ОККО представили перший куплений комплекс з зібраних коштів. А у вересні того ж року повідомили, що передали Силам оборони України усі 25.
«ШАРКИ» у рамках ініціативи «ОКО ЗА ОКО» отримали майже всі артилерійські бригади й розвідувальні батальйони Збройних сил України. Крім того, чотири комплекси передано Морській піхоті, три — механізованим бригадам, а саме: 72 ОМБр імені Чорних Запорожців, 28 ОМБр імені Лицарів Зимового Походу і 92 ОМБр імені кошового отамана Івана Сірка, два — Головному управлінню розвідки МОУ, один — підрозділу технічної розвідки навчального центру, який виконує бойові завдання на фронті. Ще один комплекс отримала окрема рота розвідки, яка успішно попрацювала на Півдні України під час літньої наступальної кампанії 2023 року.

### Black Box
15 листопада 2022 року було оголошено про збір коштів на таємний проєкт у кооперації з ГУР — Black Box. Його вартість становить 230 000 000 гривень Збір коштів був завершений 12 грудня 2022 року.
Директор фонду давав лише опосердковані натяки, що саме це за зброя. Із розкритих відомостей:
- це літаюча зброя[11][12];
- ресурсів має вистачити на 3-4 місяці активної роботи[12];
- проєкт є розробкою українського ОПК[10].

16 листопада 2023 року фонд «Повернись живим» озвучив інформацію про одну зі складових проєкту. Зокрема повідомив, що придбав 2022 року для ГУР МО безпілотники українського виробництва «Бобер».
За перші 8 місяців 2023 року «Black Box» завдав ворогові збитків на понад 900 мільйонів доларів, за даними Головного управління розвідки. «Бобер» успішно виконував задачі у Криму, на інших тимчасово окупованих територіях України і на військових об’єктах на ворожій території. Наприклад, поцілив у завод із виробництва електроніки для ракет типу  Х-31, Х-35 та Х-59. Також влучив у сховище, де росіяни зберігали ракетні частини до балістичних ракетних комплексів «Іскандер».

### Вишкіл капітанів
Із кінця 2022 року спільно з Командуванням Сил Територіальної оборони ЗСУ «Повернись живим» реалізує «Вишкіл капітанів» — курс для командирів взводів, рот та офіцерів штабів батальйонів.
Курс відбувався за підтримки партнерів: ІТ-компанії Genesis, мультипродуктової IT-компанії SKELAR, а також Headway, appflame, AMO та Universe.
Програму розробили на основі стандартів армій країн НАТО з урахуванням досвіду російсько-української війни. Інструктори курсу мають бойовий досвід та пройшли підготовку у Великій Британії.
Станом на 14 грудня 2023 року «Вишкіл капітанів» підготував 560 офіцерів. Зокрема, 29 представників Національної гвардії, вісім — Десантно-штурмових військ, решта — офіцери Сил ТрО.
У квітні 2024 року «Вишкіл капітанів» увійшов до структури Військового інституту Київського національного університету імені Тараса Шевченка та став курсом професійної військової освіти. Його програму розширили, й вона отримала затвердження Міністерства оборони України. «Командний курс тактичного рівня  L-1C «Вишкіл капітанів» внесли до єдиного каталогу сертифікованих курсів.
ВІКНУ ім. Тараса Шевченка і «Повернись живим» уклали Меморандум і об’єднали зусилля в реалізації «Вишколу капітанів». Зокрема, Фонд залучатиме кошти благодійників, створюватиме умови для навчання і проживання слухачів.

###### Упродовж курсу офіцери з усіх регіонів України:
- опановують процедури планування бою – Troop Leading Procedures
- вивчають військовий процес ухвалення рішень – Military Decision Making Process
- діляться реальним бойовим досвідом і вдосконалюють лідерські навички
- проходять онлайн-курс «Застосування технологій в умовах війни»
- практикують використання програмного забезпечення «Кропива» та системи ситуаційної обізнаності «Дельта».[16]

Окрім того, у вільному доступі можна завантажити підготовлений інструкторами «Вишколу капітанів» змістовний опис алгоритмів дій командира під час підготовки підрозділу до виконання бойового завдання та безпосередньо під час його виконання.

### Довгі РУКи ТрО
24 грудня 2022 року стартував проєкт «Довгі РУКи ТрО», мета якого зібрати 333 000 000 гривень для створення в 31 бригаді Сил ТрО РУК — розвідувально-ударних комплексів з мінометами калібру 120-мм. Кожна бригада Сил територіальної оборони отримає, зокрема:
- Мінометів калібру 120-мм — 6 шт
- Прохідних пікапів — 3 шт
- Радіостанцій Motorola — 14 шт
- Приладів нічного бачення (ПНБ) — 9 шт
- Квадрокоптерів DJI Mavic 3 з додатковими батареями і пультами — 3 шт
- Планшетів із ГРК «Armor» з картами пам’яті та чохлами — 8 шт
- Джерел безперебійного живлення — 3 шт
- Генераторів — 3 шт
- Метеостанцій — 1 шт
- Монокулярів із сіткою та компасом — 3 шт

Крім цього, шість бригад ТРО отримають по 140 турнікетів, а також три бригади — по три комплекти для супутникового зв’язку Starlink.
2 квітня 2023 року збір на проєкт завершили, остаточні 48 млн грн на закриття 11 областей додала компанія ОККО.
1 квітня 2024 року «Повернись живим» повідомив, що завершив реалізацію проєкту «Довгі РУКи ТрО». Усі 31 бригада Сил територіальної оборони ЗСУ отримали розвідувально-ударні комплекси зі 120-мм мінометами. Загальна вартість переданого війську за проєктом майна становить 338 064 692 грн.

### IT is DONATION NATION
Проєкт стартував 04 грудня 2023 року. Фонд «Повернись живим» разом з ІТ-компанією N-iX зібрали 11 347 936 грн. Понад 6,5 млн грн з них було зібрано під час стріму на шоу Жені Яновича «20:23». Серед гостей стріму були Тарас Чмут, Ігор Лаченков та Дід Шинобі, Михайло Лебіга та Надя Дорофєєва, Антон Тимошенко і Марк Куцевалов,  Аміл та Раміл Насірови, Андрій Лузан та Микола Зирянов, представники бізнесу з Сільпо та Окко, а також фонди SaveED та UA Animals.
В рамках збору разом із фондом “Повернись живим” N-iX підготувала ексклюзивні брелоки, виготовлені з гармати танку Т-72. Майже 300 людей задонатили понад 10,000₴ на підтримку збору, щоб отримати унікальний сувенір.
За ці кошти Фонд придбав 50 лазерних далекомірів — професійне обладнання, яке працює за будь-яких погодних умов: як при яскравому сонячному світлі, так і вночі. Окупанти не побачать його у приладі нічного бачення, а завдяки сумісності з зовнішніми балістичними пристроями та калькуляторами, такий далекомір ідеально підходить для роботи снайпера на великі та надвеликі дистанції.

### Кіберзбір
20 лютого 2023 року фонд разом з платіжним сервісом Portmone.com розпочали збір 50 млн грн на закупівлю обладнання для військової частини ЗСУ, що протистоїть загарбникам у кіберпросторі.
16 травня 2023 року збір було завершено. Фінальним внеском у проєкт став донат від CEO Dragon Capital Томаша Фіали — він переказав Фонду 10 млн грн у свій День народження. 5 мільйонів гривень з цієї суми й закрили «Кіберзбір».
Першу партію обладнання у рамках проєкту «Повернись живим» передав військовим кіберам у квітні 2023 року, зокрема, генератор потужністю 72 кВт, два джерела безперебійного живлення та панель включення резерву. Решту усього необхідного системного, мережевого та іншого обладнання для створення нового сучасного дата-центру в ЗСУ військові отримали в червні і жовтні 2023-го.

### ОКО ЗА ОКО 2
11 квітня 2023 року разом з компанією ОККО, фонд запустив новий проєкт — «Озброїмо ТрО до зубів». Ціль проєкту — 400 млн грн на міномети, крупнокаліберні кулемети та автоматичні гранатомети для Cил ТрО.
- 40-мм гранатомет, кількістю: 1 шт. калібру 40х53-мм
- Кулемети, кількістю: 2 шт. калібру: 12.7х108
- 82-мм міномети, кількістю: 3 шт. калібру: 82-мм

11 серпня 2023 року фонд відзвітував, що передав силам бригад ТрО 200 нових крупнокаліберних кулеметів.
10 грудня 2023 року фонд закрив збір.

### Нам тут жити
24 травня 2023 року фонд розпочав збір 175 млн грн на забезпечення 146 інженерно-саперних груп Сил підтримки ЗСУ спільно з компанією Київстар.
Військові отримають: пікапи, коптери, радіостанції, вибухозахисні костюми, планшети та карти пам'яті, індивідуальні та групові сумки саперів, металошукачі, а також омметри, підривні машинки, провід саперний, щупи.
13 лютого 2024 року «Повернись живим» і Київстар оголосили про завершення збору, акумулювали 180 млн грн.
28 лютого 2024 року фонд повідомив, що забезпечив транспортом і базовим найнеобхіднішим обладнанням усі 146 інженерно-саперних груп в межах ініціативи «Нам тут жити» .

### Запакуй небо — прокачай ППО
Фонд «Повернись живим» спільно з компанією Нова Пошта 1 червня 2023 року оголосили збір 330 млн грн для підсилення протиповітряної оборони сучасними засобами зв’язку й рухомими командними пунктами.
26 грудня 2023 року збір на ініціативу завершився.
«Повернись живим» і Нова пошта забезпечили Повітряне командування «Центр»:
- телекомунікаційними комплектами — рюкзаки, які містять усі необхідні види зв’язку для мобільних вогневих груп. Фактично — автономні хаби із захищеним звʼязком, які дозволяють екіпажам вчасно отримати накази, інформацію про рух цілей, інші дані для їх знищення.
- комплексними апаратними звʼязку — прохідні вантажівки, забезпечені всім необхідним обладнанням, технікою, захищеними видами зв’язку, аби ефективно виконувати бойові завдання. КАЗи повністю енерго та тепло незалежні. Вони супроводжують протиповітряні ракетні комплекси;
- носимими комплектами зв’язку та управління — це валізи вагою до 60 кг, обладнані необхідними телекомунікаційними засобами, оргтехнікою та легко розкладаються у сучасний мобільний командний пункт із робочими місцями для наших воїнів.
- рухомими командними пунктами — повнопривідні вантажівки з обладнаним робочим та житловим модулями для роботи й відпочинку захисників. Мають повну енергетичну і теплову незалежність[35].

### Операція «Єдність»
14 серпня 2023 року фонд разом із UNITED24 і monobank почали збір 235 мільйонів гривень на дрони-камікадзе. Його ціль — передати у військо 10 000 FPV-дронів, докомплектованих кумулятивними і осколково-фугасними боєприпасами українського виробництва.
Всього за три доби 17 серпня 2023 року збір коштів на Операцію «Єдність» було завершено. Майже 92 млн пожертвували близько 50 представників українського бізнесу.
22 грудня 2023 року фонд повідомив, що передав Силам оборони усі 10 000 FPV-дронів, придбаних у рамках збору Операція «Єдність». Половину з них він отримав у жовтні, решту — на початку грудня. Їх передали 53 військовим частинам Сил оборони, зокрема, підрозділам Морської піхоти, Сухопутних та Десантно-штурмових військ, Сил спеціальних операцій та Тероборони, бригадам Нацгвардії «Хартія» і «Азов», підрозділам Нацполіції, а також ЦСО «А» Служби безпеки України.

### Гнів Пречистий
23 листопада 2023 року «Повернись живим» стартував проєкт «Гнів Пречистий», щоб зібрати 220 млн грн на підсилення 100 снайперів для ефективної розвідки та ураження цілей на відстані понад 2 км.
Для 25 снайперських груп, кожна з яких складається із чотирьох стрільців, фонд придбає:
- 100 снайперських комплексів у калібрі 375 CheyTAC з денною оптикою, тепловізійною передоб'єктивною насадкою, сошками і глушником;
- 100 000 високоточних набоїв, яких вистачить на 2 роки роботи;
- 50 спеціально підготовлених позашляховиків;
- 50 лазерних далекомірів;
- 50 приладів нічного бачення;
- 50 комплексів дистанційного спостереження;
- 50 зорових труб для спостереження та корегування;
- 50 метеостанцій з вбудованим балістичним калькулятором Applied Ballistics;
- 25 доплерівських радарів Labradar;
- 50 квадрокоптерів Mavic Thermal Pro[41].

### Підтримай нескорених
10 травня 2023 року стартував ветеранський проєкт Фонду. Фонд «Повернись живим» спільно з INTERTOP зібрали 12 031 578 гривень на реабілітацію ветеранів через спорт під час проєкту «Підтримай Нескорених». Зокрема, ці кошти були спрямовані на забезпечення Національної збірної України в Invictus Games 2023, а також на участь української команди у United States Air Force and Marine Corps Trials 2024.
Україна бере участь у Invictus Games з 2017 року. З 2019-го фахівці «Повернись живим» долучаються до відбору команди, супроводжують її на всіх етапах підготовки та на самих змаганнях.
Загалом на Invictus Games 2023 реалізовано 5 480 948,3 грн із зібраної на проєкт «Підтримай Нескорених» суми. Ключові витрати:
- адміністративні: оплата праці проектної команди (не співробітників «Повернись живим»), а також перекладачів, психологів, лікарів, масажистів-реабілітологів — 1 976 601 грн;
- форма для національної делегації — 1 401 779 грн;
- логістичні витрати — 1 046 350 грн;
- організація заходів (зокрема, відкритого тренування, ветеранського форму) — 631 358 грн;
- проживання та харчування — 313 070,72 грн;
- обслуговування та ремонт спортивного інвентарю — 68 884 грн;
- оренда складу — 42 906 грн.

United States Air Force and Marine Corps Trials 2024 — це змагання ветеранів та військових Повітряних сил і морської піхоти США, які є відбірковим етапом для участі у Warrior Games, — найбільшому американському турнірі з адаптивних видів спорту для військових з пораненнями і травмами.
4 465 750,14 грн із проєкту «Підтримай Нескорених» спрямували на участь української команди у United States Air Force and Marine Corps Trials 2024. Ключові витрати:
- адміністративні витрати: оплата праці проектної команди (не співробітників «Повернись живим»), а також перекладачів, психологів, лікарів, масажистів-реабілітологів — 1 793 586 грн;
- проживання та харчування — 1 238 782 грн;
- форма збірної — 815 787 грн;
- друк та поліграфія — 246 922 грн;
- логістика — 107 600 грн;
- запчастини, спортобладнання — 84 788 грн;
- нагородна атрибутика, сувенірна продукція — 79 755 грн;
- оренда складу — 24 746 грн.

Залишок коштів «Повернись живим» спрямував на підготовку участі збірної України у Invictus Games 2025.

### Операція «Єдність-2. Новорічний салют»
13 грудня 2023 року «Повернись живим», UNITED24 і monobank оголосили збір 220 млн грн на 5 000 FPV-дронів із боєкомплектом. За три доби зібрали понад 226 млн грн.
Фонд на зібрані кошти придбав за кордоном 3000 FPV-дронів з тепловізійними камерами та 2020 з денними і укомплектував їх кумулятивними й осколково-фугасними бойовими частинами українського виробництва.

### ОКО ЗА ОКО 3
1 лютого 2024 року «Повернись живим» та компанія ОККО розпочали збір «ОКО ЗА ОКО 3», збирають 500 млн грн для Десантно-штурмових військ Збройних сил України. Це третій та найбільший у своїй історії проєкт “ОКО ЗА ОКО”.
У рамках проєкту підрозділи ДШВ отримають 10 бойових Пульстронів – комплексів розвідки та знищення вартістю 50 млн грн за один. У Пульстрон, зокрема, увійдуть ударні та розвідувальні дрони, транспорт, зв’язок і все необхідне для управління.
У результаті «ОКО ЗА ОКО 3» на пів мільярда гривень забезпечить РУБАКи (роти ударних безпілотних авіаційних комплексів) ДШВ, зокрема:
- 𝟒 𝟏𝟎𝟎 FPV-дронами з денними та нічними камерами і бойовою частиною. Мова про багаторазові FPV-дрони з системою скиду, а також про FPV-дрони ближнього і збільшеного радіусу дії;
- 𝟏𝟐𝟎 ударними дронами типу Кажан і R-34;
- 𝟒𝟎 розвідувальними БпЛА MINI SHARK із денною і тепловізійною камерами;
- 𝟒𝟎 коптерами Mavic 3 More Combo і 𝟒𝟎 коптерами Matrice 30 T з усіма необхідними комплектуючими;
- 𝟕𝟎 новими пікапами Mitsubishi L200;
- 𝟕𝟎 приладами нічного бачення для водіїв;
- 𝟐𝟎𝟎 автомобільними і портативними радіостанціями.

20 січня 2025 року збір було завершено, десятий комплекс розвідки та знищення “Пульстрон” передано бійцям 78 одшп.

### Дістанемо на відстані: збір друзів для снайперів
29 січня 2024 року розпочався проєкт. Збір оголосили, випустивши музичне відео «Дістанемо на відстані» на мотив відомого хіта «Relax, take it easy» британського виконавця MIKA. Відомий каратист Василь Байдак, брат Юлії Антон Тимошенко, робот Слава Кедр, бізнесвумен Олег Свищ та рієлтор Володимир Дантес у пісні закликали своїми донатами допомагати снайперам діставати ворога на відстані.
А вже через місяць «Повернись живим» разом із Mate academy, DOU та Badstreetboys зібрали 11 171 486 грн. Оскільки сума збору перевищила заплановані 10 мільйонів, Фонд придбав та видав снайперам Сил оборони України 50 гвинтівок із шасі замість 45.
Ці гвинтівки розробили інструктори «Повернись живим» зі снайпінгу. На замовлення Фонду їх виготовила канадська компанія Cadex, а модель назвали на честь «Повернись живим» — Cadex CDX-40 CBA Shadow, де абревіатура CBA — Come Back Alive.

### Любиш? Донать!
RIBAS HOTELS GROUP та БФ “Повернись живим” зібрали 15 210 700 гривень на комплексні апаратні звʼязку (КАЗи) для бійців ППО. КАЗи — нерви Протиповітряної оборони, спеціально обладнані повнопривідні вантажівки, головною задачею яких є координація роботи і організація безперебійного звʼязку між підрозділами ППО.
«Любиш? Донать!» – основний комунікаційний меседж кампанії, який ставить за мету об’єднання українців. Найкращий вияв любові до рідного міста, села – це донат, який трансформується в захист нашого неба.
Кожен КАЗ — це комфортні місця для роботи та відпочинку захисників українського неба. Авта містять обладнання, необхідне для супроводу західних протиповітряних ракетних комплексів. Кожен КАЗ оснащений, зокрема, системами захищеного звʼязку, компʼютерами зі спеціальним програмним забезпеченням, моніторами, кабелем, маршрутизаторами і комутаторами.
«Завдяки мобільності, повній енергетичній і тепловій незалежності КАЗи здатні супроводжувати бойові підрозділи протиповітряної оборони за будь-яких обставин та погодних умов. Комплексні апаратні зв’язку приймають інформацію про небезпеку з повітря і за лічені секунди передають їм її. Це одні з головних машин дивізіонів ППО, адже без звʼязку не виконується жодна задача», — говорить заступник директора Фонду “Повернись живим” Олег Карпенко.

### Збір до 10-річчя Фонду
Станом на квітень 2024 року у ПЖ працювало 118 осіб. На той час вони щомісяця акумулювали кошти для війська, в середньому, 265 мільйонів гривень, реалізовували 50 благодійних проєктів на рік, проїжджали щокварталу близько 80 тисяч кілометрів фронтовими дорогами і вже зібрали для армії понад 11 мільярдів гривень.
Попри законну можливість, за весь час своєї роботи «Повернись живим» жодного разу не брав відсоток від загальних зборів на покриття адміністративних витрат. Збори для Сил оборони і збори, зокрема, на оренду офісів та зарплати працівників — повністю відокремлені.
До 10-річчя з моменту створення Фонду команда поділилась 10 історіями людей ПЖ, які зазвичай залишаються за кадром, і зібрала 21 363 751 гривню на адмінські послуги.

### Школа БпЛА «Ятаган»
Проєкт стартував 8 квітня 2024 року. ПриватБанк разом із Фондом «Повернись живим» зібрали 33 410 056 гривень для Школи підготовки спеціалістів безпілотних авіаційних систем «Ятаган». «Ятаган» офіційно готуватиме фахівців за однією з найзатребуваніших професій у війську — військово-обліковою спеціальністю (ВОС) 216671А — «зовнішній пілот». Акумульовані кошти спрямували на будівництво школи з класами та всім необхідними учбовим обладнанням.
Завдяки зібраним коштам у рамках ініціативи, «Ятаган» комплексно забезпечено:
- 8 навчальних аудиторій;
- 75 симуляторів;
- 3 мікроавтобуси;
- тренувальні борти;
- 3 майстерні БпЛА різного типу;
- резервне живлення і звʼязок;
- 2 модульних класи тощо.

«Ятаган» — це школа у структурі Сухопутних військ ЗСУ, сформована на базі одного з навчальних центрів. Там захисники проходять фахове навчання, здобуваючи військовий фах зовнішнього пілота (оператора) безпілотних літальних апаратів. У цій школі тисячі військовослужбовців мають навчитися керувати розвідувальними та ударними безпілотниками: від FPV та БПЛА коптерного типу до великих по типу «Лелека-100».

### Ліга Аеророзвідки 3.0
Фонд «Повернись живим», 1+1 media і Українська Прем’єр-Ліга (УПЛ) зібрали 50 751 958 гривень на 16 спеціально обладнаних мобільних пунктів управління БпАК — безпілотних авіаційних комплексів. Пересувні пункти управління, які придбали, є універсальними для різних типів розвідувальних БпАКів. З переобладнаних бусів можуть управляти, до прикладу, «ШАРКами» та «Лелеками-100», які від точки зльоту можуть розвідувати, передавати цілі та коригувати вогонь артилерії, HIMARS та Storm Shadow на глибину до 60 км.
До проєкту долучились 16 футбольних клубів Української Прем’єр-Ліги. А саме:
| Футбольний клуб | Футбольний клуб | Футбольний клуб | Футбольний клуб |
| --------------- | --------------- | --------------- | --------------- |
| Динамо          | Шахтар          | Металіст 1925   | Оболонь         |
| Дніпро-1        | Полісся         | Верес           | Зоря            |
| Олександрія     | Колос           | ЛНЗ             | Кривбас         |
| Чорноморець     | Ворскла         | Рух             | Минай           |

Кожен з них акумулював кошти на один пересувний пункт управління БпАК вартістю 3 млн грн.
У рамках перших двох етапів проєкту «Ліга аеророзвідки» спільно з партнерами Фонд підсилив 9 підрозділів аеророзвідки на 32 086 716,6 грн. Наприкінці 2023 року передано військовим 5 мобільних пунктів керування безпілотними комплексами на базі повнопривідного мікроавтобуса та 10 БпЛА «Лелека-100». 4 бригади отримали пункти управління для своїх БпАК, 4 бригади — по 2 безпілотники, а одна з бригад Сил ТрО — і автівку, і БпЛА до неї.

### Підтримай Нескорених 2.0
Це другий ветеранський збір Фонду. Разом з IT-компанією Ciklum у вересні 2024 року зібрано 10 200 800 гривень на відновлення ветеранів та ветеранок через адаптивні види спорту і забезпечення участі Національної збірної України в Invictus Games Vancouver Whistler 2025.
Зібрані кошти допомогли українській збірній комфортно проходити усі процеси, пов’язані із заходом: підготовка, тренування зі спеціалістами, логістика. Адже протягом усього шляху їх супроводжували професійні тренери, психологи та реабілітологи, які розуміли потреби учасників та підсилили їхнє відновлення під час Ігор нескорених. Однак ця подія та підготовка до неї важлива не тільки для учасників змагань, а й їхніх сімей. Нижче — етапи, через які пройшли учасники української збірної, готуючись до заходу:
- Навчально-тренувальний збір із загальних видів спорту
- Навчально-тренувальний збір із командних видів спорту: волейбол сидячи та баскетбол на кріслах колісних
- Навчально-тренувальний збір із зимових видів спорту
- Змагання у Канаді, взимку 2025 року.

### Другий рубіж ППО
Фонд «Повернись живим» долучився до державної програми з розгортання в усіх регіонах країни мобільних вогневих груп у новостворених зенітно-кулеметних батальйонах і підвищення їх ефективності.
«Повернись живим» підтримує всі підрозділи протиповітряної оборони – як Повітряних сил, так і Сухопутних військ, Сил територіальної оборони, Національної гвардії, Державної служби транспорту тощо. Наприклад, різноманітну допомогу отримують зенітно-ракетні, радіотехнічні частини, полки зв’язку.

### Нам тут жити 2.0
Це другий спільний проєкт Фонду «Повернись живим» та компанії Київстар з розмінування країни. Зібрано — 106 694 958 мільйонів гривень для рот інженерних безпілотних систем Сил підтримки ЗСУ.
Сапери цих новостворених підрозділів отримали все необхідне для розмінування території України — роботизовані платформи, транспорт, зв’язок, живлення, а також повітряну компоненту для ситуаційної обізнаності та дистанційного розмінування шляхом підривів. Кошти будуть витрачені на:
- Розвідувально-логістичні наземні роботизовані комплекси «Тарган» —16 комплексів (64 машини)
- Наземні роботизовані комплекси «Терміт» — 8 комплексів (32 машини)
- Транспорт — 28 шт.
- Майстерні технічного обслуговування — 4 шт.
- Автомобільний РЕБ — 28 шт.
- Радіостанції різних типів — 100 шт.
- Vampire з тепловізійною камерою для дистанційного розмінування шляхом підривів — 16 комплексів
- Дрони різних типів для ситуативної обізнаності саперів — 96 шт.

«Нам тут жити 2.0» підсилює системну допомогу саперам Сил підтримки ЗСУ, і є логічним продовженням попереднього проєкту з розмінування країни.
Роти інженерних безпілотних систем — це новостворені підрозділи, тому ініціатива також є безпосереднім внеском у розвиток ЗСУ. Надалі Сили підтримки зможуть масштабуватися, і ще більше використовувати роботизовані системи.

### Залізно Поруч
Фонд «Повернись живим» та Укрзалізниця зібрали понад 51 000 000 гривень на кейсеваки з РЕБом для бойових бригад ЗСУ. Мета збору — 48 мільйонів гривень. Станом на листопад 2024 року зібрано 41 200 000 гривень.
Кейсеваки — це спеціально обладнані машини для евакуації поранених з передової. Прохідні й оснащені всім необхідним, ці автомобілі допоможуть бойовим медикам рятувати своїх побратимів та посестер на відрізку з лінії бойового зіткнення до стабпунктів і далі, в тому числі — до медичних потягів Укрзалізниці.
Метою впровадження таких технічних засобів є підвищення безпеки медичної евакуації з передових позицій, зокрема — захист військовослужбовців та поранених від атак ворожих безпілотних літальних апаратів (БПЛА). Засоби РЕБ створюють перешкоди для керування дронами та ускладнюють їхню навігацію, що знижує ризики під час транспортування поранених із зони бойових дій.

### Ребнемо так ребнемо! Зіб'ємо ворога з пантелику!
За ініціативи «Повернись живим» та Нової Пошти зібрано 309 мільйонів гривень на захист української ППО від російськихрозвідувальних БпЛА. 
Щоб збити ворога з пантелику і захистити ППО, Фонд«Повернись живим» і Нова пошта забезпечили військових засобами РЕРу і РЕБу, радіоелектронної розвідки та радіоелектронної боротьби, модернізованими FPV-дронами, безперебійним\захищеним зв’язком і транспортом.
Групи прикриття, створені у Повітряних силах ЗСУ, отримали модернізовані FPV-дрони із комплектуючими і змогли ефективно боротися з ворожими розвідувальними дронами — наприклад, із Supercam, ZALA, Орлан-10. Це значно дешевше рішення, ніж використання ЗРК. У межах проєкту Фонд передав спеціалізоване обладнання тільки підготовленим фахівцям, які входять до груп прикриття у складі Повітряних сил ЗСУ. Для опанування і ефективного використання бійцями нових технологій, також проведе додаткове навчання.
Що ще придбав Фонд?
- НКЗУ — носимі комплекти зв’язку та управління, валізи, обладнані необхідними телекомунікаційними засобами та оргтехнікою, які легко розкладаються у сучасний мобільний командний пункт із робочими місцями для військових.
- Рюкзаки МВГ — портативні та захищені засоби звʼязку, які складаються у рюкзак і забезпечують повну автономію мобільних вогневих груп (МВГ) по звʼязку.

Безперебійний і захищений звʼязок допоміг скоротити час реакції на загрозу з неба з хвилин до секунд. Прохідний транспорт для груп прикриття Повітряних сил, а також для фахівців РЕБ і РЕР забезпечили мобільність під час пересування українських військових. Завдяки РЕБу і РЕРу, засобам радіоелектронної боротьби і радіоелектронної розвідки, створили систему купольного ЗРК.
23 травня 2025 року було представлено результат закупівлі та передачі силам ППО обладнення купленого за рахунок переказів. Також з донатом в 1 млн. євро задонатив норвезький партнер -  Fritt Ukrainа
В рамках проєкту створено гру «Боривітер» — кооперативна настільна гра, присвячена тематиці протиповітряної оборони. Гру створено у співпраці між фондом та проєктом meanit.really.
Мета гри — ліквідувати всі загрози та досягти командної перемоги. У разі, якщо хоча б один із гравців втратить усі свої картки («життя»), гра завершується поразкою для всієї команди. Учасники можуть отримувати нові картки після успішного виконання завдань або втрачати їх після невдач.
Офіційний реліз гри заплановано на 18 грудня 2025 року. Частину коштів від продажу (300 гривень з кожної гри) планується спрямувати на підтримку благодійної ініціативи з посилення засобів радіоелектронної боротьби.

### Зброєносці
Фонд «Повернись живим» спільно з усім Львовом та Львівською міською радою зібрали 200 197 042  мільйонів гривень на зброю, РЕБ, транспорт і дрони для бойових бригад ЗСУ 
«Зброєносці» — це комплексне рішення для бойових бригад Збройних Сил України. Кожна складова ініціативи вирішує свою задачу. Засоби радіоелектронної боротьби — підвищують живучість підрозділу, дрони — забезпечують ефективність застосування зброї, транспорт — відповідає за мобільність та швидкість реакції, зброя — заповнить штатну потребу у визначеному колективному піхотному озброєнні, додаткове навчання - допоможе це озброєння ефективніше застосовувати.
У рамках проєкту «Зброєносці» Фонд забезпечив чотири бойові бригади ЗСУ колективним піхотним озброєнням, засобами радіоелектронної боротьби, новими пікапами та різними типами дронів. Також інструктори «Повернись живим» зі стрільби із закритих позицій проведуть навчання для цих підрозділів.
Фонд «Повернись живим» забезпечив 24-ту окрему механізовану бригаду ім. Короля Данила, 80-ту окрему десантно-штурмову Галицьку бригаду, 68-му окрему єгерську бригаду ім. Олекси Довбуша і 128-му окрему гірсько-штурмову Закарпатську бригаду та інші. Всі ці бойові бригади ЗСУ просто зараз тримають оборону на передовій, зокрема, на Донеччині. Між тим всі підрозділи також мають пункт постійної дислокації у західній частині країни.
Також в рамках «Зброєносців» 145 військових пройшли навчання зі стрільби з закритих позицій з використанням планшетів зі спеціальним програмним забезпеченням та прицілами, розробленими інструкторами «Повернись живим». 

### Дронопад
7 серпня 2024 року «Повернись живим» оголосив збір, мета якого — збити 1 000 ворожих розвідувальних БпЛА за допомогою модернізованих FPV-дронів із б/ч.
Дронопад росіянам влаштують підрозділи, які мають відповідну технічну інфраструктуру і підготовлений особовий склад. Отримати майно у межах проєкту можуть військові, які, або вже показали ефективність застосування модернізованих FPV-дронів проти російських розвідувальних БпЛА, або розгортають спеціально навчені групи прикриття.
Станом на 10 жовтня 2024 року, проєкт «Дронопад» завдав росіянам збитків на суму близько 226 мільйонів гривень.
На 23 червня 2025 року результатом проєкт «Дронопад» було озвучено збиття 19 дронів "Shahed-136" та близько 30 дронів типу ZALA Lancet .

### Додай руху до сили духу
У вересні 2024 року Фонд «Повернись живим» спільно з JYSK оголосили новий ветеранський проєкт. За місяць зібрано 10 002 247 гривень на спорядження для адаптивного спорту.
Наразі в Україні відсутнє в потрібній кількості спортивне обладнання для занять спортом попри великий запит серед організацій, які займаються відновленням ветеранів/ок, реабілітаційних центрів, спортивних комплексів тощо. Для того, щоб розбудовувати екосистему адаптивного спорту в Україні, потрібна матеріальна база. Зокрема, це адаптивне спорядження. Це і крісло колісне для баскетболу, і хендбайк, і навіть спеціальний м’яч для регбі на кріслах колісних. Саме на закупівлю цього спорядження експертна команда Ветеранського напряму Центру ініціатив ПЖ спрямує зібрані з JYSK 10 млн гривень з нагоди 20-річчя компанії в Україні.
У спорядження для яких видів спорту конвертується донат:
- Баскетбол на кріслах колісних
- Волейбол сидячи
- Настільний теніс
- Стрільба з луку
- Велоспорт
- Регбі на кріслах колісних
- Штовхання ядра
- Веслування на тренажері
- Пауерліфтинг
- Адаптивний біг.

### Формула зв'язку
Фонд «Повернись живим» спільно з мережею аптек «Подорожник» зібрали 20 619 338 мільйонів гривень для передових авіаційних навідників (ПАНів). Придбали уніфіковані засоби звʼязку для п’яти підрозділів Армійської авіації Сухопутних військ ЗСУ.
Чому потрібна ця допомога?
- Захист слуху. Активні навушники захищають військових від акубаротравм, що є серйозною загрозою під час бойових дій.
- Захищена координація. Завдяки додатковим комплектуючим, гарнітура дозволяє одночасно отримувати та передавати інформацію з двох радіостанцій: портативної та тієї, що підтримує зв’язок з вертольотом. Це значно спрощує роботу ПАНів, адже навідник може швидко перемикатися між радіостанціями, не витрачаючи цінний час.
- Передові авіаційні навідники є критичною ланкою зв’язку між піхотою та авіацією, забезпечуючи цілевказання для вертолітної вогневої підтримки.

### IT is CULTURE CODE
Фонд «Повернись живим», IT-компанія N-iX та ОККО 19 грудня організували благодійний стрім «IT is CULTURE CODE» на YouTube-каналі Жені Яновича.
Мета — в рамках підтримки проєкту ОКО ЗА ОКО 3, зібрати 10 000 000 гривень на комплекс зв’язку та управління для десятого Пульстрона, який забезпечить надійний зв’язок, координацію та управління в одній із бригад ДШВ. Це не просто технології — це серце керованості бригади, яке допомагає нашим воїнам ефективно боронити Україну.
Під час стріму ми дослідили чотири етапи розвитку сучасної української музики: зародження, народження indie, забуття та відродження. Разом із відомими музикантами, коміками та культурними діячами розкрили, як музика формує та підтримує наш культурний код навіть у найважчі часи.

### Простори турботи про ветеранів
Фонд «Повернись живим» у співпраці з Міністерством у справах ветеранів України та за підтримки компанії ПАТ «Укрнафта» облаштовали 10 просторів турботи про ветеранів у різних областях України. 
Кабінети підтримки ветеранів — це спеціалізовані консультаційні пункти, створені з метою надання комплексної допомоги ветеранам, військовослужбовцям та членам їхніх родин. Основними напрямками діяльності таких кабінетів є:
- надання інформації щодо прав, державних пільг та чинних реабілітаційних програм;
- сприяння в оформленні або відновленні особистих документів;
- забезпечення юридичних і психологічних консультацій;
- допомога у вирішенні соціальних питань, зокрема пов’язаних із працевлаштуванням;
- надання комунікаційної підтримки, включно з навігацією в державних чи громадських сервісах.

Кабінети діють у межах державних або громадських ініціатив, спрямованих на підтримку процесу соціальної адаптації та відновлення осіб з бойовим досвідом.

### Збір №13
У травні 2025 року Atlas Festival та благодійний фонд «Повернись живим» розпочали спільну ініціативу зі збору коштів на потреби протиповітряної оборони в межах проєкту «Дронопад». Метою кампанії є забезпечення українських підрозділів засобами протидії ворожим безпілотним літальним апаратам.
У рамках ініціативи оголошено збір на 100 мільйонів гривень через інструмент переказів ПриватБанку. Зібрані кошти мають бути спрямовані на закупівлю та впровадження систем, здатних ефективно знижувати ризик атак з повітря на українські міста.

### Спортивний табір та Всеукраїнські змагання з баскетболу на кріслах колісних
Це спортивний захід для ветеранів/ок та військовослужбовців/иць, які мають видимі та невидимі травми, поранення чи хвороби. Захід було проведено Міністерством у справах ветеранів України у співпраці з Центром ініціатив «Повернись живим». Організацію підтримала компанія EPAM Ukraine. 
Вісім команд складалися з 66 учасників з усіх регіонів України. Серед них 25 уперше спробували баскетбол на кріслах колісних. Тренуватися новачки почали за п’ять днів до початку змагань у безплатному спортивному таборі.
Основна мета змагань — сприяти фізичній реабілітації, соціальній інтеграції та психологічному відновленню учасників бойових дій через залучення до адаптивних видів спорту.
Офіційна частина змагань завершилася підписанням меморандуму про співпрацю між Фондом та Міністерством у справах ветеранів України.

### Облаштування навчальних центрів для бойових медиків
Фонд облаштував навчальні простори для бойових медиків двох військових частин. Реалізація проєкту стала можливою завдяки понад 13 мільйонам гривень, залученим від іноземних донорів, які вирішили залишитися анонімними.
У межах проєкту у двох навчальних центрах були встановлені сім навчальних модульних класів, оснащених кондиціонерами, системами опалення та автономним живленням. Окрім того, облаштовано сім модулів для проживання постійного особового складу, два лазне-пральні комплекси та два складські приміщення.

### Наші тут
Громадська організація Фонду, Центр ініціатив «Повернись живим» запустив проєкт «Наші тут» — інформаційну платформу, присвячену відновленню через адаптивний спорт для ветеранів, військовослужбовців та їхніх близьких.
Платформа поєднує інтерактивну мапу з корисними локаціями та контактами, тематичні статті, а також особисті історії захисників і захисниць.

### Спортивний табір та Всеукраїнські змагання з волейболу сидячи
5—6 липня 2025 року в Києві відбулися Всеукраїнські змагання з волейболу сидячи серед ветеранів та військовослужбовців. У заході взяли участь 115 спортсменів з різних міст України, зокрема Києва, Одеси, Черкас, Миколаєва та інших. Подію організували Центр ініціатив «Повернись живим» спільно з Міністерством у справах ветеранів України за підтримки компанії Ciklum.
Частина учасників вперше спробувала волейбол сидячи за кілька днів до події під час спортивного табору, організованого напередодні змагань.
Під час заходу також відбулися лекції, присвячені відновленню ветеранів після травм та захворювань, зокрема за допомогою адаптивного спорту. Окремий блок лекцій стосувався тематики стосунків у сім’ї та парі.

### Проєкт 61
Проєкт «Проєкт 61» — ініціатива благодійного фонду «Повернись живим» у співпраці з Міністерством оборони України та державною компанією «Укрнафта». У липні 2025 року в межах проєкту Повітряні сили ЗСУ отримали перші мобільні комплекси для обслуговування винищувачів F‑16. Загальна вартість проєкту склала понад 49 мільйонів гривень.
Комплекси складаються з пункту планування місій та двох мобільних модулів для підготовки й підвіски авіаційного озброєння. Система розроблена для ефективної роботи в умовах обмеженої інфраструктури та бойових дій, дозволяє скоротити час обслуговування літаків і зменшити кількість задіяного персоналу.

### Машини, які потрібні завжди
Проєкт «Машини, які потрібні завжди» — ініціатива Фонду компетентної допомоги армії «Повернись живим», оголошена у липні 2025 року спільно з Львівською обласною військовою адміністрацією. 
Мета збору — 100 мільйонів гривень на закупівлю 90 одиниць транспорту та дронів для шести бойових підрозділів, залучених до виконання завдань на ключових напрямках фронту. У межах проєкту передбачається передача пікапів, багі, квадроциклів, бусів, а також ударних і розвідувальних БпЛА для потреб, зокрема, 80-ї десантно-штурмової бригади, 24-ї механізованої бригади, 103-ї та 125-ї бригад тероборони, а також полків БпЛА «К‑2» і «RAROG». Проєкт спрямований на підвищення мобільності, ефективності бойових дій і збереження життя особового складу.